# Pay-per-view
Pay-per-view (гледане срещу заплащане, съкратено PPV) е услуга, чрез която зрителите могат да гледат платени телевизионни предавания, които не са включени в основния абонаментен пакет от програми, предоставяни от доставчика. Такъв например е съвместен канал на CableTel и Premium Digital. Pay-per-view предаванията се излъчват едновременно за всички по определена програма и могат да се гледат от зрителите, когато те заплатят. Разликата от системата „видео по заявка“ е, че при нея гледането на събитието не е свързано с определен час, а става тогава, когато зрителят пожелае. Събитията включват филми, спортни събития, увеселителни предавания, дори и еротични филми.

## Pay-per-view в миналото
Pay-per-view набира популярност през 70-те, когато Портланд Трейлблейзърс печели титлата в NBA и започват да използва новата тогава pay-per-view система за предаване на своите срещи. Дотогава системата се използва само от някои платени канали като Z Channel, SelecTV и ON TV. Терминът PPV не се използва широко до 90-те години, когато известни компании като In Demand, HBO и Showtime започват да го използват, за да предават част от програмата си. По това време In Demand показва филми, концерти и други събития на цена, варираща от 4 до 50 щ.д., докато HBO предлага срещи от шампионата по бокс на цена от 15 до 55 щ.д.

## Pay-per-view в България
Pay-per-view услугата започва да набира все повече популярност и в България. Първият телевизионен канал, който я използва, е Ring TV, предоставящ на зрителите си възможността да гледат футболни срещи от първенството на Италия през 2004 година. На следващата 2005 година телевизионната компания Диема продължава да развива тази система, предоставяйки възможността на клиентите си да наблюдават дерби срещите от английското и испанското футболно първенство по платената си телевизия Диема Екстра.

## Най-продавани събития
Класация на най-продаваните PPV за всички времена към 26.02.2021 г.:
| №  | Събитие                  | Име на събитието        | Дата       | Закупени PPV | Бележка |
| 1  | Мейуедър срещу Пакиао    |                         | 2015.05.02 | 4 600 000    |         |
| 2  | Мейуедър срещу Макгрегър |                         | 2017.08.26 | 4 300 000    |         |
| 3  | UFC 229                  | Хабиб срещу Макгрегър   | 2018.10.06 | 2 400 000    |         |
| 4  | Мейуедър срещу Канело    | The One                 | 2013.09.14 | 2 200 000    |         |
| 5  | UFC 202                  | Диаз срещу Макгрегър 2  | 2016.08.20 | 1 600 000    |         |
| 6  | UFC 257                  | Порие срещу Макгрегър 2 | 2021.01.23 | 1 600 000    |         |
| 7  | Мейуедър срещу Cotto     |                         | 2012.05.05 | 1 500 000    |         |
| 8  | UFC 246                  | Макгрегър срещу Сероне  | 2020.01.18 | 1 353 429    |         |
| 9  | UFC 196                  | Макгрегър срещу Диаз    | 2016.03.05 | 1 317 000    |         |
| 10 | UFC 205                  | Алварес срещу Макгрегър | 2016.11.12 | 1 300 000    |         |
| 11 | UFC 100                  |                         | 2009.07.11 | 1 300 000    |         |
| 12 | UFC 251                  | Усман срещу Масвидал    | 2020.07.11 | 1 300 000    |         |
| 13 | UFC 194                  | Алдо срещу Макгрегър    | 2015.12.12 | 1 200 000    |         |